# Pacific Symphony
La Pacific Symphony è un'orchestra sinfonica situata a Orange County, in California. L'orchestra si esibisce presso la Renée and Henry Segerstrom Concert Hall, parte del Segerstrom Center for the Arts (ex Orange County Performing Arts Center) a Costa Mesa, in California. Dal 1987 al 2016 i concerti del Summer Festival dell'orchestra si sono svolti presso il Verizon Wireless Amphitheatre (precedentemente noto come "Irvine Meadows Amphitheatre") a Irvine, in California. La Pacific Symphony è la più grande orchestra formata negli Stati Uniti negli ultimi 50 anni.
Carl St. Clair è direttore musicale dell'orchestra dal 1990.

## Direttori musicali

### Keith Clark 1979-1988

#### Primi anni
L'orchestra fu fondata nel 1979 da Keith Clark (ex allievo e assistente direttore d'orchestra di Roger Wagner alla Los Angeles Master Chorale e principale direttore ospite della Wiener Kammerorchester) nella sua cucina di Fullerton, California, in California, con una sovvenzione di 2000 $ e alcune telefonate ai musicisti locali. I musicisti che Clark chiamava provenivano principalmente dalla profonda base della California meridionale di musicisti freelance professionisti che si esibivano negli studi cinematografici, nelle università e in altre organizzazioni regionali dello spettacolo; molti di questi musicisti erano ex concertisti, concertisti associati e orchestrali principali con orchestre di spicco tra cui l'Orchestra di Cleveland, l'Orchestra Sinfonica di Detroit e la Los Angeles Philharmonic. Clark diventò il primo direttore musicale dell'orchestra e il primo direttore del personale dell'orchestra era Robert F. Peterson noto professionalmente come "Peeps".
L'orchestra fece la sua prima esibizione nel dicembre 1979 al Plummer Auditorium di Fullerton, con Clark sul podio. Nel 1981 l'orchestra suonò i suoi concerti al "Good Time Theatre" della Knott's Berry Farm con un abbonamento base di 3.000. Nel 1983 l'orchestra aveva trasferito i suoi concerti nell'auditorium della scuola Santa Ana, fece la sua prima registrazione e aveva un budget abbastanza importante da assumere un manager a tempo pieno. In quello stesso anno si esibirono per la prima volta al Music Center della Contea di Los Angeles come parte delle celebrazioni del bicentenario della Città di Los Angeles. James Chute, in un commento per The Orange County Register, scrisse:

#### Problemi finanziari e dimissioni di Clark
Nel 1986 l'orchestra divenne una delle compagnie residenti nel nuovo Orange County Performing Arts Center, dando i suoi primi concerti nella sua nuova sede nell'ottobre dello stesso anno. Il Centro si era inizialmente rifiutato di dare la residenza dell'orchestra, citando il suo forte desiderio di limitare gli artisti a quelli di "statura di livello mondiale"; tuttavia, il Centro alla fine cedette e la Pacific Symphony e altre organizzazioni artistiche regionali ottennero la residenza, in gran parte a causa dei continui sforzi di lobbying di Clark. Questa mossa portò ad un sostanziale aumento della sua base di iscritti, ma anche a un raddoppiamento del budget dell'orchestra; sfortunatamente, l'orchestra subì presto difficoltà finanziarie, tra cui la perdita della sovvenzione dal National Endowment for the Arts.
Nel giugno del 1987 l'orchestra assunse Louis Spisto, direttore marketing dell'Orchestra Sinfonica di Pittsburgh come nuovo direttore esecutivo. In pochi mesi Clark e Spisto iniziarono a scontrarsi. Prima dell'arrivo di Spisto Clark aveva già sviluppato una reputazione difficile con alcuni membri del Consiglio di amministrazione dell'orchestra e quattro direttori esecutivi precedenti dell'orchestra, i quali si erano dimessi dopo un periodo relativamente breve (uno meno di sei settimane).
James Chute, scrivendo nel Registro della Contea di Orange, lo descrisse in questo modo:
Nell'ottobre del 1987 Clark firmò un contratto di un anno, che gli dava un sostanzioso aumento di stipendio e stabiliva anche un processo di revisione artistica che il consiglio avrebbe usato per determinare se il contratto dovesse essere rinnovato. Nel febbraio 1988 Spisto contribuì a organizzare un voto del consiglio d'orchestra sull'opportunità o meno di rinnovare Clark come direttore musicale fino alla fine del suo contratto esistente. In una votazione del 12-11, il consiglio votò contro il mantenimento di Clark; tre giorni dopo, Clark si dimise.

#### Ultimo anno di Clark ed abbandono del suo retaggio
Keith Clark continuò a dirigere l'orchestra nella stagione 1988-89. Come parte dei termini delle sue dimissioni, ricevette nove mesi di indennità di licenziamento e mantenne il potere di assumere e licenziare musicisti a sua esclusiva discrezione. "Continuerò come direttore musicale in tutti i sensi di quella parola" dichiarò.
Alla fine del 1989 l'orchestra aveva rimosso ogni menzione di Clark dalla sua letteratura ufficiale. Durante la stagione 2012-13, non ci fu alcun riconoscimento sulla pagina Web di Pacific Symphony del mandato di Clark come fondatore e direttore musicale dell'orchestra. Questo finalmente cambiò all'inizio della stagione 2013-14, con l'orchestra che accreditava "una collaborazione tra la California State University, Fullerton (CSUF) e i capi della comunità della contea di North Orange guidati da Marcy Mulville" come fondatore dell'orchestra prima di menzionare Clark come suo primo direttore.

#### Nuovo contratto per i musicisti
Nel frattempo l'orchestra e Spisto iniziarono a sviluppare la Pacific Symphony in quella che sperava sarebbe stata un'orchestra di "livello mondiale". La sua prima mossa fu quella di far sottoscrivere ai musicisti dell'orchestra un contratto d'orchestra tradizionale, completo di diritti di impiego in linea con gli accordi tipici delle Federazioni Musicali Americane. Mentre i critici spesso avevano assalito la leadership del podio di Clark, ai musicisti stessi è stato dato molto credito. Stabilire un impiego sicuro contribuì a dare all'Orchestra una reputazione più stabile. "La titolarietà del posto metterà a tacere l'idea che questa sia un'orchestra in ripresa" disse Spisto. "Darà anche agli orchestrali un senso di sicurezza e una migliore comprensione del fatto che sono una parte importante del nostro futuro."

#### Ricerca di un nuovo direttore musicale
Nel maggio 1988 Kazimierz Kord, allora direttore musicale dell'Orchestra Filarmonica di Varsavia, fu nominato direttore ospite principale e consulente musicale per la stagione 1989-1990.
L'orchestra iniziò anche la ricerca di un nuovo direttore musicale. Alcuni direttori affermati, tra cui Lawrence Foster, Sergiu Comissiona, Zdeněk Mácal e Stuart Challender, vennero considerati, insieme a nomi meno conosciuti, come Christopher Seaman, Richard Buckley, Vakhtang Jordania, Toshiyuki Shimada e Carl St. Clair. Kord affermò ripetutamente che, nonostante la sua nuova posizione, non era un candidato.
Il consiglio aveva voluto un musicista forte che fosse anche disposto a trascorrere un tempo significativo con la grande comunità della Contea di Orange. Dato che Zdeněk Mácal era residente nella vicina Laguna Niguel, in California oltre a essere un direttore d'orchestra con un curriculum importante, molti lo consideravano il primo favorito; tuttavia aveva già un certo numero di altre posizioni a suo nome e il suo programma fitto di appuntamenti era considerato un probabile deterrente. Si tirò fuori dalla corsa prima dell'inizio della stagione 1989-90.
Alla fine del 1989 Lawrence Foster era il favorito per essere nominato direttore musicale. Nel dicembre 1989 l'orchestra offrì a Foster la posizione e accettò in linea di principio. Cominciarono i negoziati per il contratto e Foster iniziò a pianificare il suo calendario e i programmi dell'orchestra per gli anni a venire. Tuttavia, nel febbraio 1990, Foster rivelò che l'offerta era stata annullata, in gran parte a causa delle preoccupazioni sul suo salario e sul livello di impegno:
La notizia della decisione dell'orchestra di ritirare l'offerta di Foster arrivò dopo l'esordio di Carl St. Clair con l'orchestra il 31 gennaio e il 1º febbraio. A conti fatti i concerti andarono bene; nonostante i cambiamenti nei programmi, nei solisti e nei concerti, la sua direzione fu ben accolta dai musicisti, dal consiglio di amministrazione e dal pubblico. Inoltre aveva indicato la volontà di trasferirsi nella Contea di Orange e sembrava entusiasta di far parte delle fiorenti arti e della scena culturale della contea.
Il 26 febbraio 1990 l'orchestra nominò Carl St. Clair suo secondo direttore musicale, a partire dal 1º ottobre di quell'anno.

### Carl St. Clair 1990-
Nel 2014-15 il direttore musicale Carl St. Clair celebra la sua 25ª stagione con la Pacific Symphony. La lunga storia di St. Clair con l'orchestra consolida la forte relazione che ha stretto con i musicisti e la comunità. Il suo ruolo continuo conferisce stabilità all'organizzazione e continuità alla sua visione per il futuro dell'orchestra.
Durante il suo mandato St.Clair diventò famoso per le sue esibizioni musicalmente distinte, il suo impegno nel creare programmi educativi eccezionali e i suoi approcci innovativi alla programmazione. Tra i suoi sforzi creativi ci sono: l'iniziativa vocale "Symphonic Voice", la creazione di una serie di concerti multimediali con formati inventivi chiamati "Music Unwound" ed il grandemente acclamato American Composers Festival, che celebra il suo 15º anniversario nel 2014-15. E nel 2013-14, sotto la sua guida, l'orchestra ha lanciato il nuovo festival musicale, Wavelength, che fonde musica contemporanea e musicisti sinfonici in collaborazioni uniche.
L'impegno di St. Clair per lo sviluppo e l'esecuzione di nuove opere di compositori è evidente nella ricchezza di commissioni e registrazioni dell'orchestra (più sotto).
Nel 2006-07 St.Clair guidò lo storico trasferimento dell'orchestra nella sua sede nella sala concerti Renée e Henry Segerstrom al Segerstrom Center for the Arts. Il trasferimento avvenne dopo l'importante stagione 2005-06 che comprendeva St.Clair, che guidò l'orchestra nella sua prima tournée europea: nove città in tre nazioni, suonando davanti al grandi teatri di grande importanza e hanno ricevuto risposte e recensioni straordinarie.
Dal 2008 al 2010 St.Clair è stato direttore musicale generale della Komische Oper Berlin, dove ha diretto nuove produzioni di successo come La traviata (diretta da Hans Neuenfels). Ha anche lavorato come direttore musicale generale e direttore principale del Deutsche Nationaltheater und Staatskapelle Weimar (GNTS), in Germania, dove condusse il ciclo dell'Anello di Wagner con il consenso della critica. Fu il primo non europeo a mantenere la sua posizione presso il GNTS; quel ruolo lo distinse anche per il fatto di dirigere contemporaneamente una delle più nuove orchestre in America e una delle più antiche in Europa.
Nel 2014 St.Clair assume la posizione di direttore musicale della National Symphony Orchestra in Costa Rica. La sua carriera internazionale lo ha portato anche a dirigere all'estero per diversi mesi all'anno ed è apparso con orchestre in tutto il mondo. È stato il direttore ospite principale dell'Orchestra Sinfonica di Radio Stoccarda dal 1998 al 2004, dove completò un progetto triennale di registrazione delle sinfonie di Villa-Lobos. È anche apparso con orchestre in Israele, Hong Kong, Giappone, Australia, Nuova Zelanda e Sud America e festival estivi in tutto il mondo.
In America del Nord, St.Clair ha diretto la Boston Symphony Orchestra, (dove ha lavorato come assistente direttore per diversi anni), la New York Philharmonic, la Philadelphia Orchestra, la Los Angeles Philharmonic e le orchestre sinfoniche di San Francisco, Seattle, Detroit, Atlanta, Houston, Indianapolis, Montreal, Toronto e Vancouver, tra molte altre.
Forte sostenitore dell'educazione musicale per tutte le età, St.Clair è stato essenziale per la creazione e l'implementazione dei programmi di formazione dell'orchestra, tra questi Pacific Symphony Youth Ensembles, Sunday Connections, OC Can You Play With Us, arts-X-press e Class Act.

## Nuova musica
La Pacific Symphony è dedicata allo sviluppo e alla promozione dei compositori giovani e affermati di oggi e all'espansione del repertorio orchestrale. Questo impegno per le nuove opere è illustrato attraverso le commissioni e le registrazioni dell'orchestra, esplorazioni approfondite di artisti e temi americani all'American Composer Festival e alla Young American Composers Competition. L'approccio dell'orchestra all'introduzione di nuove opere per il pubblico ricevette il prestigioso ASCAP Award per la programmazione avventurosa sia nel 2005 che nel 2010.

## Registrazioni
La stagione 2013-14 ha visto la continuazione di una recente serie di registrazioni iniziate con due CD appena usciti nel 2012-13 con due dei più importanti compositori di oggi, The Passion of Ramakrishna di Philip Glass e Mount Rushmore di Michael Daugherty, entrambi il risultato di lavori commissionati ed eseguiti dall'orchestra, con altre tre registrazioni che verranno pubblicate nei prossimi anni. Queste comprendono la musica delle opere commissionate dall'orchestra Songs of Lorca e Prometheus di William Bolcom,  I would plant a tree di James Newton Howard e Toward a Season of Peace di Richard Danielpour. L'orchestra ha anche commissionato e registrato An American Requiem di Danielpour e Fire Water Paper: A Vietnam Oratorio di Elliot Goldenthal con Yo-Yo Ma. Tra le altre registrazioni figurano collaborazioni con compositori come Lucas Foss e Tōru Takemitsu. Ha anche commissionato compositori di spicco come Paul Chihara, Daniel Catán, William Kraft, Ana Lara, Tobias Picker, Christopher Theofanidis, Frank Ticheli e Chen Yi.

## Iniziativa opera
"Symphonic Voices", un'iniziativa per restituire l'opera alla Contea di Orange dopo la scomparsa di Opera Pacific, è stata ispirata dalla carriera del direttore musicale Carl St. Clair come direttore d'orchestra in Europa. L'iniziativa iniziò con il debutto riuscito nel 2012 della produzione concertistica di La bohème di Puccini, seguita nel 2013 da Tosca di Puccini, nel 2014 da La traviata di Verdi e nel 2015 da Carmen di Bizet. Queste produzioni semi-allestite hanno l'orchestra completa sul palcoscenico e hanno compreso star dell'opera di livello mondiale, Pacific Chorale, recitazione, messa in scena, elementi video, costumi e oggetti di scena.

## Innovazione e Music Unwound
Per cinque anni consecutivi, l'orchestra ha offerto tre nuovi innovativi programmi di Music Unwound, progettati per contestualizzare e migliorare l'esperienza musicale. Questa serie di concerti potenziati, sottoscritti dalla Fondazione Andrew W. Mellon, continua a fornire nuovi formati creativi e una programmazione tematica come parte dell'esperienza del concerto. Creando sfondi contestuali, l'orchestra si sforza di offrire al pubblico una migliore comprensione e un significato più profondo della musica. Nel 2010 uno studio della League of American Orchestra, "Fearless Journeys", inseriva la Pacific Symphony Orchestra come una delle cinque orchestre più innovative del paese.

## Educazione e coinvolgimento della comunità
I programmi educativi della Pacific Symphony Orchestra, vincitori di Award, sono progettati per integrare l'orchestra e la sua musica nella comunità della Contea di Orange in modi che stimolano tutte le età e formano connessioni forti e significative tra gli studenti e la compagnia. Il direttore musicale ed educatore Carl St. Clair partecipa attivamente allo sviluppo e all'esecuzione di questi programmi, che beneficiano della sua supervisione. Il programma di residenza "Class Act" dell'orchestra è stato premiato come uno dei nove programmi di educazione orchestrale esemplari della nazione dal National Endowment for the Arts e dall'American Symphony Orchestra League. Oltre alla Pacific Symphony Youth Orchestra, nel 2007-08, St.Clair ha aggiunto alla lista dei programmi il Pacific Symphony Youth Wind Ensemble e Pacific Symphony Santiago Strings e, nell'estate del 2012, le Santa Ana Strings. Altri programmi di coinvolgimento della comunità includono la serie Sunday Connections e OC Can You Play With Us.

## Direttori per genere
- 1979-1988:  Keith Clark
- 1990–in carica: Carl St. Clair

### Principali Direttori pop
- 1989-1990: Doc Severinsen
- 1991–in carica:  Richard Kaufman

### Principali Direttori ospiti
- 1989-1990: Kazimierz Kord

### Direttori Assistenti/Associati
- 2002-2008: Michael Hall
- 2009–2012: Maxim Eshkenazy
- 2012-2015:  Alejandro Gutierrez
- 2015-in carica: Roger Kalia